# Headlines (álbum de Midnight Star)
Headlines é um álbum do grupo de R&B Midnight Star, lançado em 1986. Foi o último álbum a incluir os irmãos Calloway antes de saíram para formar a banda Calloway.
O álbum alcançou a posição quarenta e dois na parada de álbuns do Reino Unido.

## Faixas
1. "Headlines" – 7:49 (Belinda Lipscomb, Bill Simmons, Bobby Lovelace, Melvin Gentry, Reggie Calloway, Vincent Calloway)
2. "Midas Touch" – 5:00 (Bo Watson, June Watson-Williams)
3. "Stay Here by My Side" – 4:40 (Simmons)
4. "Close to Midnight" – 4:33 (Watson, M. Gentry, Karen Gentry)
5. "Get Dressed" – 4:58 (Lipscomb, Watson, Watson-Williams, M. Gentry)
6. "Engine No. 9" – 5:23 (Lovelace, K. Gentry, M. Gentry)
7. "Close Encounter" – 4:20 (Lipscomb, Simmons, R. Calloway, V. Calloway)
8. "Dead End" – 4:24 (Lipscomb, Watson, R. Calloway, V. Calloway)
9. "Searching for Love" – 5:01 (Lipscomb, Watson)

## Certificações
| Estados Unidos (RIAA)                               | Ouro | 1986 | 500.000* |
| *números de vendas baseados somente na certificação |      |      |          |